# Ван Дёйвенбоден, Симон
Симон ван Дёйвенбоден (нидерл. Simon van Duivenbooden; род. 11 мая 2002, Эйтхорн, Северная Голландия) — нидерландский футболист, нападающий южноафриканского клуба «Кейптаун Сити».

## Клубная карьера
Ван Дёйвенбоден — воспитанник клубов «Легмервогелс», «Алфенсе Бойз», ПСВ и «Витесс». 2 апреля 2022 года в матче против АЗ он дебютировал в Эредивизи в составе последнего.
4 сентября 2023 года перешёл на правах аренды в бельгийский «Патро Эйсден Масмехелен». В октябре досрочно вернулся в «Витесс», расторгнув арендное соглашение